# K.u.k. Dragoner

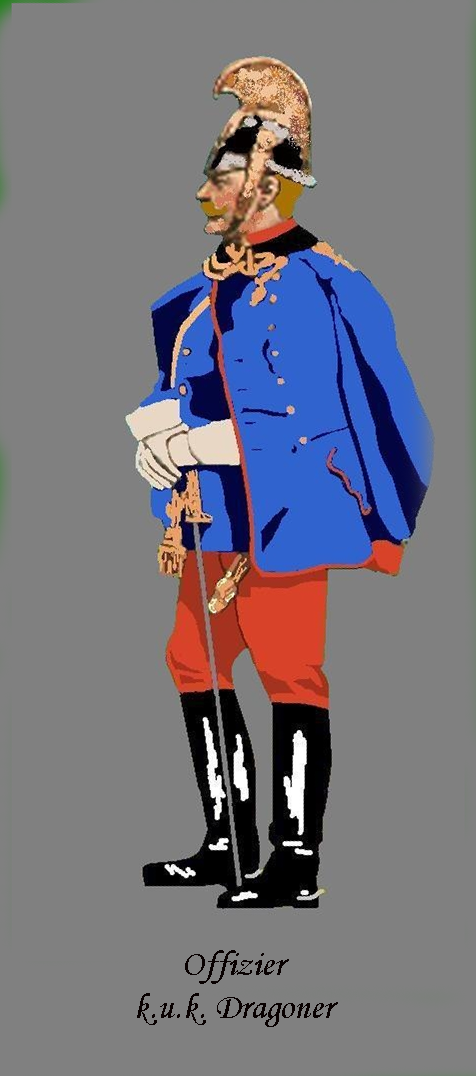
Dragoneroffizier in Paradeadjustierung

Die k.u.k. Dragoner bildeten neben den Husaren und Ulanen die Kavallerie des österreichisch-ungarischen Heeres.
Im Gegensatz zu den Husaren und Ulanen gab es bei den Dragonern keine Verbände in der k.k. oder der k.u. Landwehr.

## Organisation
Die Gemeinsame Armee verfügte über 15 Dragoner-Regimenter. Traditionsgemäß rekrutierten sich die Dragoner zum größten Prozentsatz aus den deutsch- und tschechischsprachigen Gebieten. Die Regimenter waren alle in der cisleithanischen Reichshälfte stationiert.
Die k.u.k. Kavallerie-Regimenter bestanden aus je zwei Divisionen (Bataillonen) mit je drei Eskadronen.

## Die k.u.k. Dragoner

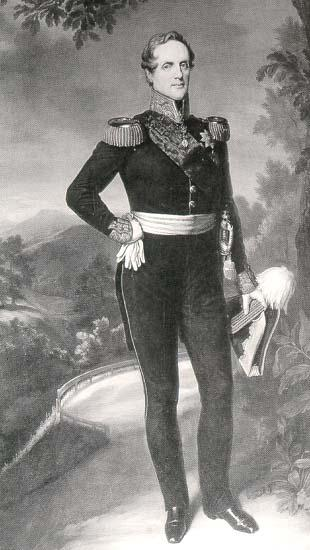
Oberstinhaber Dragoner Rgt. 3
König Friedrich August von Sachsen

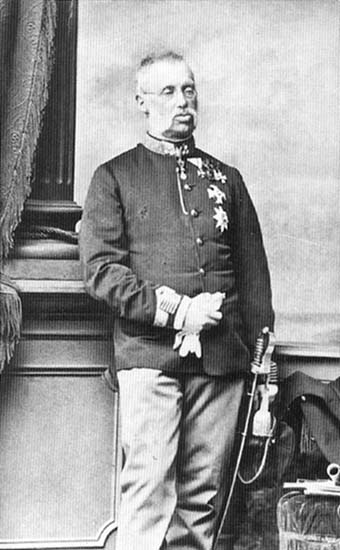
Erzherzog Albrecht K.H.
Immerwährender Oberstinhaber des Dragoner Regiments Nr. 9

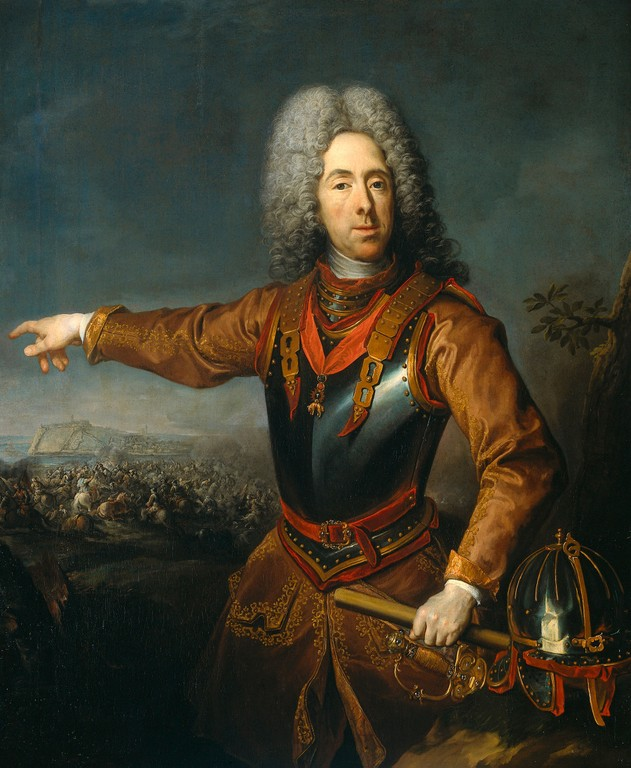
Immerwährender Oberstinhaber Dragoner Rgt. 13
FM Prinz Eugen

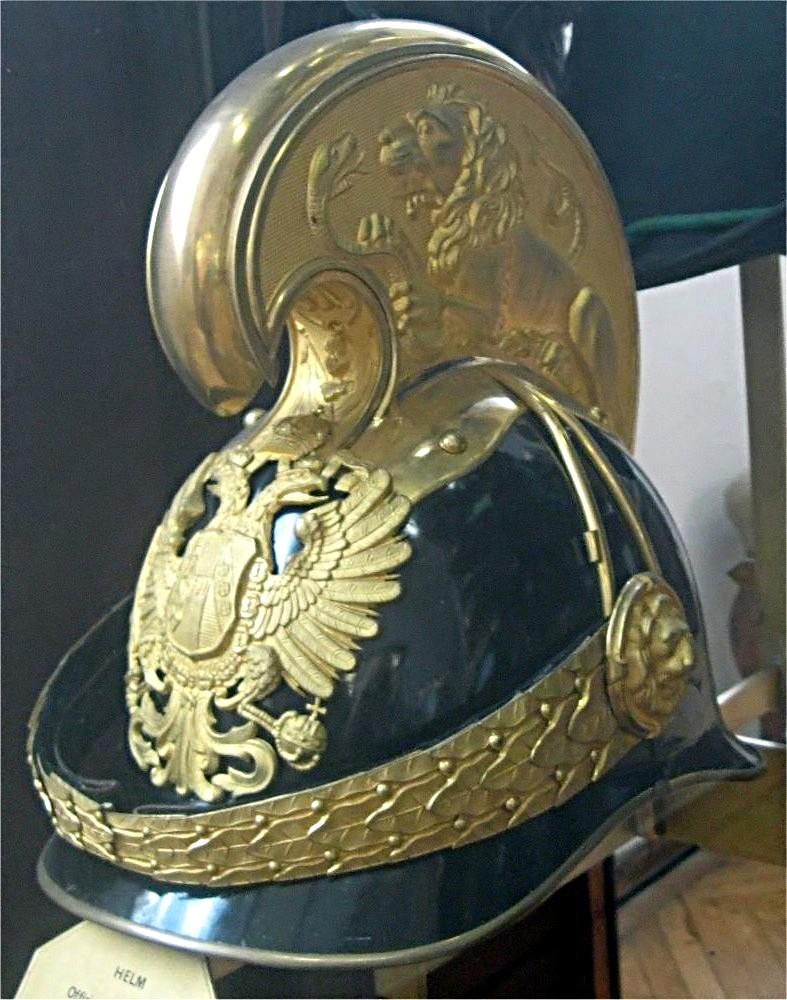
Offiziershelm der k.u.k. Dragoner

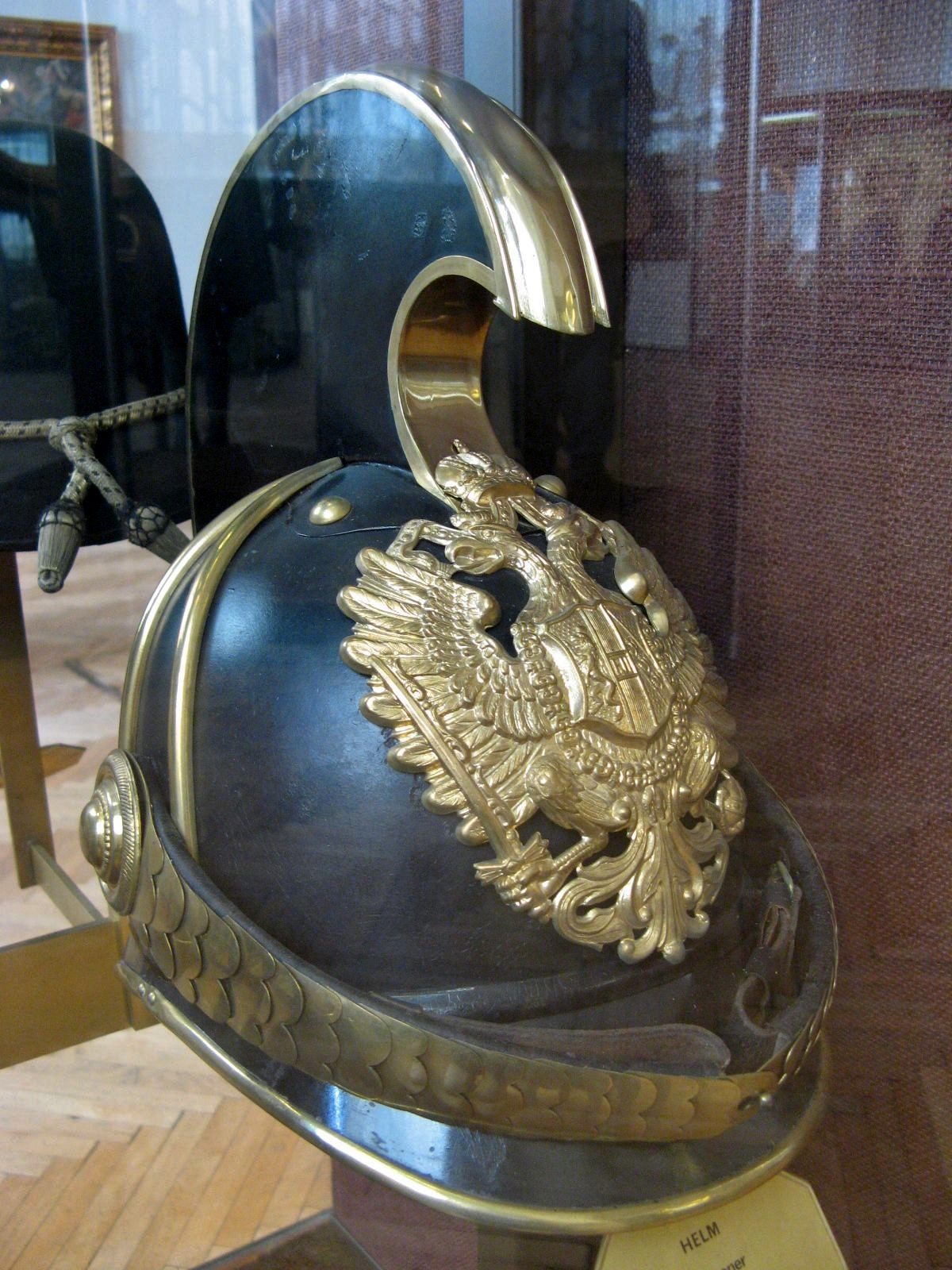
Mannschaftshelm der k.u.k. Dragoner

- K.u.k. Dragonerregiment „Kaiser Franz I.“ Nr. 1
- K.u.k. Dragonerregiment „Graf Paar“ Nr. 2
- K.u.k. Dragonerregiment „Friedrich August König von Sachsen“ Nr. 3
- K.u.k. Dragonerregiment „Kaiser Ferdinand I.“ Nr. 4
- K.u.k. Dragonerregiment „Nikolaus I. Kaiser von Rußland“ Nr. 5
- K.u.k. Dragonerregiment „Friedrich Franz IV. Großherzog von Mecklenburg-Schwerin“ Nr. 6
- K.u.k. Dragonerregiment „Herzog von Lothringen“ Nr. 7
- K.u.k. Dragonerregiment „Graf Montecuccoli“ Nr. 8
- K.u.k. Dragonerregiment „Erzherzog Albrecht“ Nr. 9
- K.u.k. Dragonerregiment „Fürst von Liechtenstein“ Nr. 10
- K.u.k. Dragonerregiment „Kaiser“ Nr. 11
- K.u.k. Dragonerregiment „Nikolaus Nikolajewitsch Großfürst von Rußland“ Nr. 12
- K.u.k. Dragonerregiment „Eugen Prinz von Savoyen“ Nr. 13
- K.u.k. Dragonerregiment „Fürst zu Windisch-Graetz“ Nr. 14
- K.u.k. Dragonerregiment „Erzherzog Joseph“ Nr. 15

## Uniform
Helm
Als Kopfbedeckung diente den Dragonern der Helm, der jedoch beim Tagesdienst in der Kaserne, bei kleineren Feldübungen, beim Eskadronsexerzieren usw. durch die Feldkappe ersetzt wurde. Der Helm der Mannschaften bestand aus der Helmkappe, dem Sonnen- und Nackenschirm, dem Kamm, den Gabeln und dem Helmemblem. Die Helmkappe bestand aus schwarzem Leder und war in der Form einer Halbkugel aus einem Stück gepresst. Am unteren Rand waren die beiden, außen schwarz lackierten Schirme angebracht, die unten seitlich miteinander verbunden waren. Der Kamm war oben aufgesetzt, die Seitenteile waren ebenfalls schwarz lackiert. Als Material für die Schirme diente Weißblech, der Sonnenschirm war innen grün, der Nackenschirm schwarz gestrichen. Oberhalb der Verbindungsstellen gab es an beiden Seiten je einen 9 cm langen und einen Zentimeter aufwärts stehenden sog. Wassersenkel. Die Kanten der Schirme waren mit einer umlaufenden Einfassung aus Messing versehen. Der Kamm bestand aus zwei Kammblättern und der Kappenschiene aus schwarz lackiertem Weißblech sowie der Kammschiene und der Kammdecke aus Messingblech. Die Kappenschiene war an den Außenseiten dreifach geschweift und an den unteren Rändern der Kammblätter angelötet. Die Kammschiene, welche den vorderen konkaven und die Kammdecke, welche den oberen und hinteren konvexen Teil des Kammes abdeckten, waren vorne an der Spitze miteinander verbunden. Die Kammschiene war flach, wogegen die die Kammdecke einen Rundstab mit je einer Hohlkehle zu beiden Seiten bildete. Der Kamm wurde mit sechs halbkugelförmigen Messingschrauben an der Helmglocke befestigt. Beidseitig des Helms befanden sich die sog. Gabeln (eigentlich eine Vorrichtung die dazu dienen sollte Säbelhiebe abgleiten zu lassen) die aus zwei messingnen Schenkeln bestanden, beginnend in einer Spitze an den Kammblättern und abwärtsführend links und rechts der Rosette endend.
Das Schuppenband, sowohl als Zierrat als auch praktisch zum Festhalten des Helmes dienend, bestand aus zwei Teilen, dem linken Schnallen- und dem rechten Strupfenstück. Jedes der beiden Teile bestand aus einer Rosette, dem Band, 16 Schuppen und einer Schließe. Die Bänder waren aus Oberleder gefertigt, am hinteren Ende abgerundet und mit Schafleder gefüttert. Das Schuppenband wurde mit einer Öffnung an der Schraubenmutter der Rosette beweglich eingehängt. Rosetten, Schuppen und Schließen waren aus Messing gefertigt. Die Schuppen waren nach unten zu abwechselnd zwei- und dreifach gerundet. Das Emblem in Form des Doppeladlers war an der Vorderseite so angebracht, dass er mit der Krone am unteren Ende der Kammschiene anlag, die Schwanzspitze reichte bis zum Ansatz des Sonnenschirms. Der Adler trug ein Brustschild mit dem allerhöchsten Wappen und Namenszug, jedoch keine Regimentsnummer. Der Helm für die Unteroffiziere wies zum Unterschied eine Kappenschiene aus Messing auf. Die Offiziere trugen am Helm den Kamm, Gabeln, Schuppenband, Adler und Schirmeinfassung aus vergoldetem Metall. An den beiden Seitenblättern des Kammes gab es je ein Emblem, das einen mit einer Schlange kämpfenden Löwen darstellte. Die Kammschiene wies den Namenszug FJI und eine Verzierung auf. Die Schuppen des Bandes bestanden aus matt geprägten Lorbeerblätterspitzen mit glänzenden Beeren. Die beiden Rosetten waren als Löwenköpfe ausgeführt.
Feldkappe
Die Feldkappe wurde zur Arbeit und dem leichten Dienst getragen. Sie bestand aus krapprotem Tuch und war nach dem Muster der Infanterie gefertigt, mit der Ausnahme, dass der Sonnenschirm aus doppelt gelegtem Tuch in der Farbe der Kappe war. Offiziere trugen die Feldkappe der Infanterieoffiziere.
Waffenrock
Die Mannschaften trugen Röcke in der gleichen Art wie die Fußtruppen, jedoch ohne Achselspangen und Achselwülste. Auf der linken Schulter war in der Naht eine sog. Achselschlinge aus doppelter Attilaschnur eingesetzt, welche in den 1,5 cm vom Kragenansatz angebrachten kleinen Knopf eingeknöpft werden konnte. Sie diente zum Festhalten des Riemens der Revolvertasche. Kragen und Ärmelaufschläge waren mit Tuch in der Egalisierungsfarbe besetzt und dienten zusammen mit den weißen oder gelben Knöpfen zur Regimentsunterscheidung.
Pelzrock
Der Pelzrock war aus dem gleichen Material gefertigt wie der Waffenrock und wies in den Schößen und im Leib eine Fütterung aus weißem Lammfell auf. Auf dem Vorderteil befanden sich zwei Reihen von je acht großen Rockknöpfen. Die Schöße waren an den Vorderkanten mäßig gerundet. In der Verlängerung der Rückennaht waren zwei Taschenpatten mit je einem Knopf besetzt, die Ärmel wiesen an den Enden Aufschläge in der Egalisierungsfarbe auf. An den Innenseiten der Kragenenden waren zwei Anhängeschnüre angebracht, die eine bestand aus lichtblauer vierkantiger Schafwolle mit dem Knebelstück rechts und dem Schlingenstück links. Die zweite Anhängeschnur war aus Attilaschnüren gefertigt und war nach demselben Muster geordnet wie erstere. Offiziere hatten schwarzes Pelzfutter, die Anhängeschüre waren aus schwarz-golden melierter Seide. Die Schöße wiesen vorne zu beiden Seiten je eine schräg geschnittene Tasche mit geschweifter Patte auf. An den hinteren Rockseiten doppelt geschweifte Patten mit je drei Rockknöpfen. Umgehängt wurde der Pelzrock mit den Anhängeschnüren so um den Hals befestigt, dass der Stehkragen nicht über die Schulter fiel.
Mantel
Der Kavalleriemantel war von dunkelbrauner Farbe und glich in Schnitt und Form dem der Infanterie. Er hatte jedoch im Gegensatz hierzu, auch für Mannschaften einen Säbelschlitz an der linken Seite
Stiefelhose
Die Stiefelhose war, wie bei der gesamten Kavallerie, von krapproter Farbe. Im Gesäß weit geschnitten, lagen die Waden eng an. In den vorderen Schenkelteilen war je eine schräge Tasche eingelassen. Die Hose konnte (die 2. Hose oder Gebrauchshose musste) auf der Sitzfläche mit gleichfarbigem Hosenstoff verstärkt werden. Offiziere durften Salonhosen aus feinem, blaugrauem Tuch mit krapproten Passepoils – in Schnitt und Form wie die Pantalons der Infanterieoffiziere – tragen. Die Trageerlaubnis bezog sich nur auf den Kanzleidienst und die dienstfreie Zeit.
Stiefel
„Etatsmäßige“ (standardisierte) Kavalleriestiefel, wie sie von allen Berittenen, ausgenommen den Husaren, getragen wurden.

### Egalisierung der Dragoner Regimenter

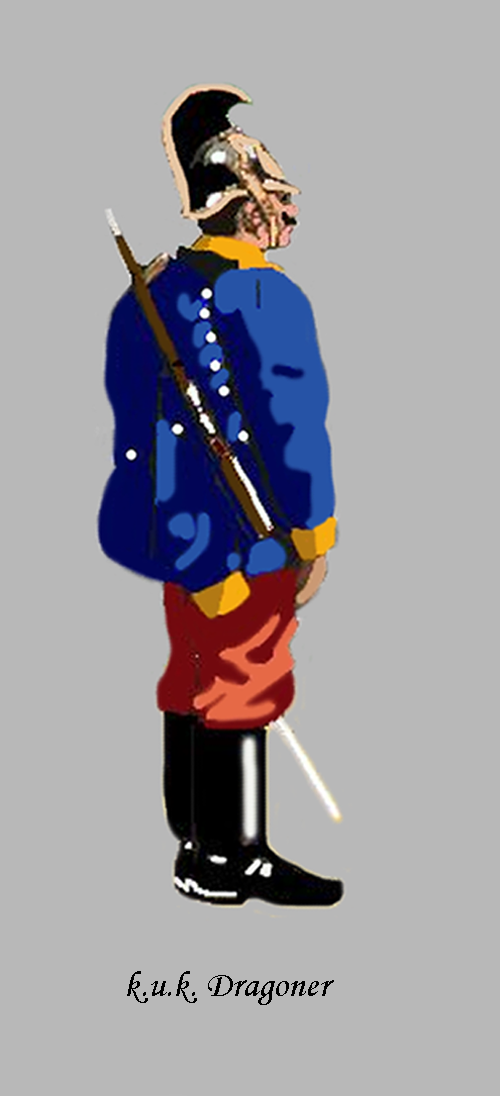
Dragoner in Marschadjustierung

| Regiment | Knopffarbe | Egalisierungsfarbe |
| -------- | ---------- | ------------------ |
| 1        | weiß       | dunkelrot          |
| 2        | weiß       | schwarz            |
| 3        | gelb       | dunkelrot          |
| 4        | weiß       | grasgrün           |
| 5        | weiß       | kaisergelb         |
| 6        | gelb       | schwarz            |
| 7        | weiß       | schwefelgelb       |
| 8        | gelb       | scharlachrot       |
| 9        | gelb       | grasgrün           |
| 10       | gelb       | schwefelgelb       |
| 11       | weiß       | scharlachrot       |
| 12       | gelb       | kaisergelb         |
| 13       | weiß       | krapprot           |
| 14       | gelb       | krapprot           |
| 15       | gelb       | weiß               |

### Adjustierung
Paradeadjustierung für Offiziere
Zu Pferde hatte der Dragoneroffizier mit der Helm, im Sommer mit dem Waffenrock und dem umgehängten (im Winter angezogenen) Pelzrock, den krapproten Stiefelhosen und den Kavalleriestiefeln zu erscheinen. Es musste die Kartusche und alle Dekorationen Orden und Ehrenzeichen, die Großkreuze jedoch ohne Bänder angelegt werden. Bewaffnung nach Vorschrift.
Zu Fuß wie oben beschrieben, jedoch durften die Pelzbekleidungsstücke nie umgehängt getragen werden.
Paradeadjustierung für Unteroffiziere und Mannschaften
Zu Pferde hatte der Dragoner vollständig mit Helm und dem angezogenen Waffenrock allein, oder zugleich mit umgehängtem Pelzrock ausgerüstet zu sein. Die Feldgeräte wurden nicht mitgeführt. Der Mantel hatte im Sommer nur bei zweifelhaftem Wetter mitgenommen zu werden, jedoch immer bei Regen. Das Pferd war den Bestimmungen entsprechend gesattelt und gezäumt, Packtornister und Menageschale wurden nicht mitgeführt. Zu Fuß galten die gleichen Bestimmungen. Bewaffnung mit dem Säbel.
Marschadjustierung für Offiziere
Der Pelzrock wurden auf jeden Fall – angezogen oder umgehängt – mitgeführt. Der Mantel wurde stets, so nicht getragen, auf den Sattel geschnallt. Sollte es im Sommer regnen, so konnte der Mantel gegen den Waffenrock, der dann anstelle des Mantels auf den Sattel geschnallt werden musste, ausgetauscht werden. Zusätzliche Bewaffnung war der Revolver samt Tasche. Eine Kartentasche aus schwarzbraunem Leder und ein Feldstecher konnten mitgeführt werden.
Marschadjustierung für Unteroffiziere und Mannschaften
Analog zu der der Offiziere, jedoch ohne die gesonderten Ausrüstungsstücke. Bewaffnung gemäß den Vorschriften.

## Bewaffnung
Schusswaffen
Standardmäßig waren alle Kavallerieregimenter mit dem Mannlicher Repetierkarabiner M 1895 mit Geradezug-Kolbenverschluss und Kastenmagazin für fünf Patronen im Mittelschaft ausgestattet. Diese Waffe führten die vier rangjüngsten Korporale, die berittenen und unberittenen Dragoner, Patrouilleführer und Fahrsoldaten – ausgenommen die Mannschaft der Stabskavallerie und der Telegraphenpatrouille. Offiziere führten den Offiziersrevolver, Mannschaften und Unteroffiziere, denen kein Gewehr zugewiesen war, trugen den Gasser Armeerevolver M 1870/74. Dieser war in einer aus braunem Oberleder gefertigten Revolvertasche mit Tragriemen untergebracht. In der Regel mit keiner Schusswaffe ausgerüstet waren die Sanitätsgehilfen, die Bandagenträger, die Fleischhauer, die Rechnungshilfsarbeiter, die Kurschmiede, die Büchsenmacher und die Eskadronsriemer.
Blankwaffen
Als Säbel wurde der Kavalleriesäbel M 1869 verwendet. Der Offizierssäbel glich jenem der Mannschaften, jedoch war der Griff mit versilbertem Draht abgebunden, der Korb durchbrochen, verziert und poliert. Vorgeschrieben war der Kavalleriesäbel für alle Offiziere, Unteroffiziere und Mannschaften mit Ausnahme der Sanitätsgehilfen, der Fleischhauer und Fahrsoldaten, diese trugen den Pioniersäbel. Der Patronentaschenleibriemen war aus braunem Oberleder gefertigt und wies eine Länge von 110 cm und eine Breite von 5,3 cm auf. Am Schnallenende hatte er eine Verbreiterung, die als Unterlage für die verzinnte Rollenschnalle diente. Das offene Ende verjüngte sich und wies fünf Dornlöcher auf. Dieser Leibriemen wurde nur von den mit Revolvern bewaffneten Mannschaften verwendet. Wegen der Patronentaschen wurde der Riemen so um den Leib geschnallt, dass die Schließe hinter die linke Hüfte zu liegen kam. Für die mit Karabinern ausgerüsteten Reiter hatte der Leibriemen eine zusätzlich Strupfe, die dazu diente diese Waffe am Körper zu fixieren.
Portepee
Das Portepee der Kavallerieoffiziere glich jenem der der Offiziere der Infanterie, hatte jedoch zusätzlich eine Schubschleife und wurde auf die gleiche Art wie bei den Unteroffizieren am Säbel befestigt.
Die Unteroffiziere trugen an den Säbel Portepees aus kaisergelb-schwarzer Schafwolle, Kadetten solche von Seide.
Die Mannschaften führten anstelle der Portepees Säbelhandriemen aus rotem, juchtenartigem Leder, bestehen aus dem Handriemen samt Quaste und den beiden Flechtringen.

## Anmerkung
Das österreichische (später österreichisch-ungarische) Kavallerie-Regiment bestand zunächst aus vier, später aus drei Divisionen.
Eine Division beinhaltete in einem Kavallerie-Regiment drei Eskadronen zu je zwei Kompanien. Die drei Divisionen (Bataillone) des Regiments wurden (theoretisch) jeweils vom Oberst, dem Oberstleutnant und dem Major geführt. Daher rührt auch die jeweilige Bezeichnung, wobei die frühere 4. Division als 2. Majors-Division bezeichnet wurde.
1860 bis 1867 wurden die Kavallerie-Regimenter nochmals auf nunmehr zwei Divisionen reduziert.
Bis 1798 wurden die Regimenter nach ihren jeweiligen Inhabern benannt, die nicht die Kommandanten sein mussten. Eine verbindliche Regelung der Schreibweise existierte dabei nicht, siehe zm Beispiel „Regiment Graf Serbelloni“ oder „Regiment Serbelloni“. Nach 1798 galt vorrangig die nummerierte Bezeichnung, die unter Umständen mit dem Namen des Inhabers verbunden werden konnte.
Bedingt durch diese ständige Umbenennung sind die Regimentsgeschichten der österreichisch-ungarischen Kavallerie nur sehr schwer zu verfolgen. Hinzu kommt die ständige und dem Anschein nach willkürliche, zum Teil mehrfache Umklassifizierung der Verbände, siehe zum Beispiel K.u.k. Böhmisches Dragoner-Regiment „Fürst zu Windisch-Graetz“ Nr. 14.
1915 wurden alle Ehrennamen ersatzlos gestrichen. Die Einheiten wurden von da ab nur noch mit ihren Nummern bezeichnet (beispielsweise „Dragonerregiment Nr. 1“) Dies ließ sich in der Praxis jedoch nicht durchsetzen, einerseits weil sich niemand daran hielt, andererseits weil die sehr sparsame k.u.k. Militärverwaltung angeordnet hatte, zunächst alle noch vorhandenen Formulare und Stempel aufzubrauchen!